# واردير كلايد ألي
واردير كلايد ألي (بالإنجليزية: Warder Clyde Allee) (5 جوان 1885- 18 مارس 1955) عالم بيئة أمريكي. يعتبر من أعظم الرواد علم البيئة في أمريكا. باعتباره عالما في علم الحيوان وعالما بيئيًا بارعًا,
 كان ألي معروفا ومشهورا نظرا لأبحاثه في مجال السلوك الاجتماعي، و تجمعات وتوزيع الحيوانات في بيئات مائية وبرية. درس ألي في كلية ايرلهام وبعد تخرجه في سنة 1908، تابع دراساته العليا في جامعة شيكاغو أين تحصل على شهادة الدكتوراء بامتياز سنة 1912. معظم أبحاث ألي حصلت في الفترة التي قضاها في جامعة شيكاغو ومختبر الحياة البحرية في وودز هول، ماساتشوستس. أحدثت اكتشافاته لاصدار عدة منشورات، أبرزها مبادئ في بيئة الحيوان، و التجمعات الحيوانية. كان ألي متزوجا من الكاتبة مارجوري هيل ألي، وبقي نشطا في مجال الأحياء إلى وفاته سنة 1955 عن عمر 70 سنة.

## وصلات خارجية
- واردير كلايد ألي على موقع الموسوعة البريطانية (الإنجليزية)

ترجمة وارد كلايد ألي على موقع Chrono-Biographical Sketches
أوراق وارد ألي البحثية على موقع مكتبة جامعة شيكاغو
الأكاديمية الوطنية للعلوم - مذكرات السيرة الذاتية: واردر آلي